# Acraea edea
Acraea edea är en fjärilsart som beskrevs av Embrik Strand 1914. Acraea edea ingår i släktet Acraea och familjen praktfjärilar. Inga underarter finns listade i Catalogue of Life.